# Kostas Manolàs
Konstandinos «Kostas» Manolàs (nascut el 14 de juny de 1991) és un futbolista professional grec que juga com a defensa central a l'Olympiakos FC i a la selecció grega. És el nebot de la llegenda del futbol grec Stélios Manolàs.

## Palmarès
AEK Atenes
- 1 Copa grega: 2010-11

Olympiakos FC
- 3 Lligues gregues: 2012-13, 2013-14, 2021-22
- 1 Copa grega: 2012-13

SSC Napoli
- 1 Copa italiana: 2019-20

Sharjah FC
- 1 Copa del President: 2022-23
- 1 Copa de la lliga dels Emirats Àrabs: 2022-23
- 1 Supercopa dels Emirats Àrabs: 2022